# 陳信安 (足球運動員)
陳信安（1962年—），台灣足球教練、前足球運動員，現役時期在場上司職前鋒。球員時期效力於忠駝足球隊、飛駝足球隊、台電足球隊等隊，生涯長期為飛駝隊角逐全國甲組足球聯賽，隨隊獲得無數團體榮譽，個人也在1989年獲得全國甲足聯賽最佳前鋒。他還在1982年首度入選中華台北男子足球代表隊，此後就在代表隊中扮演重要角色。退役後，擔任過飛駝隊教練，在2010年成立小孔雀足球俱樂部，後來則進一步成為陳信安足球學校，並根基於足球學校建立起台北競技俱樂部（AC Taipei）及俱樂部梯隊、女子隊等等，現時也擔任AC Taipei總教練領軍競逐台灣企業甲級足球聯賽。

## 球員生涯
陳信安自11歲起接觸足球，就讀岡山國中時被選入足球校隊，國中畢業後立德商工邀請他加入校隊，高三時作為前鋒好手被「飛駝乙」足球隊網羅，也獲選了青年隊代表，隨後飛駝乙在第七屆足協杯男乙組以6勝1和升級便改名「忠駝隊」升上甲組，忠駝隊在1982年第九屆足協杯僅次於飛駝隊獲得亞軍，陳信安也藉此首次入選中華男足，也是陣容中最年輕的小將。後來其所效力的忠駝隊和飛駝隊合併，效力飛駝隊期間，陳信安於1989年全國甲組足球聯賽獲得最佳前鋒。
1990年時，中華民國國防部修訂《國軍長期培養人才實施規定》，為避免約聘選手排擠現役國軍選手的上陣機會，軍中球隊不再外聘教練、球員，只得以服役軍人組成球隊，軍方政策也獲中華民國體育協進會支持，致使他從軍方支持的飛駝轉到台電隊，同年飛駝隊總教練羅北推薦他給香港東方足球隊，於是他在中日港四強足球邀請賽代表東方隊出賽，賽後因時任東方隊老闆林建名只願給月薪七千港幣，與陳信安期望的一萬至一萬兩千港幣有所落差而破局，在邀請賽後主動回歸飛駝隊效力。
此外，陳信安於1982年泰后盃首次當選成人隊代表，之後長期擔任著中華男足的中、前場球員，於1984及1988年的奧運會外賽、1986及1990年的世界杯會外賽皆為代表隊出賽。

## 教練生涯
1994年，陳信安轉任教練執教飛駝隊，隨隊贏得當年度冠軍，期間也曾因球員缺陣而已教練兼球員出賽第十三屆全國甲組足球聯賽，之後持續執教飛駝隊至2000年解散。陳信安在教練生涯隨著不斷進修一度成了台灣唯一的亞洲足球聯盟職業級教練，他也曾於1998年及2008年領軍中華男足奧運隊及中華台北男足，還有於2018年中華男足總教練蓋瑞·懷特離任後，一度名列總教練候選人
。
除了擔任球隊教練之外，陳信安亦開辦了陳信安足球學校，最早源自2010年成軍的小孔雀足球俱樂部，其後於2023年交棒由其子陳亦言全權經營，陳信安則全力擔任台北競技俱樂部（AC Taipei）第一隊總教練，並計畫於2025年退休。該足球學校培養了U9、U11、U12、U13、U15等年齡段球員，並自2017年引進切爾西足球學校香港分校青訓系統，其宗旨在創立符合亞洲足球聯盟認證的職業足球俱樂部。足球學校在訓練之外，還組織球員成立台北競技俱樂部，並競逐台灣青年足球聯賽及台灣乙級足球聯賽、台灣木蘭足球聯賽等賽事。

## 個人生活
陳信安於1984年在左營集訓時認識了青年女排隊的許梅珠，兩人交往十年後於1994年結婚。他們的兒子陳奕言亦從事足球運動，且入選過中華台北男足青年層級代表隊。